# Parapalaeosepsis mesopla
Parapalaeosepsis mesopla är en tvåvingeart som beskrevs av Steyskal 1949. Parapalaeosepsis mesopla ingår i släktet Parapalaeosepsis och familjen svängflugor. Inga underarter finns listade i Catalogue of Life.